# النموذج الرباعي للتدفقات النقدية: دليل الأب الغني لتحقيق الحرية المالية
النموذج الرباعي للتدفقات النقدية: دليل الأب الغني لتحقيق الحرية المالية (بالإنجليزية: Rich Dad's Cashflow Qu
adrant: Guide to Financial Freedom) هو كتاب من تأليف رجل الأعمال والمستثمر والمؤلف روبرت كيوساكي بالتعاون شارون إل. لشتر وهما مألفا كتاب الأب الغني والأب الفقير. ترجمته مكتبة جرير للعربية عام 2007.